# Casa del Diezmo (Churintzio)
La casa del Diezmo es considerada por el INAH monumento histórico del estado de Michoacán  ID 10033  ubicado en el centro de Churintzio.

## Historia
Originalmente la casa perteneció a las Señoritas Leocadia y Trinidad Zapién, aquí se recogían los diezmos que en ese momento eran pagados en especie, que después cambio por efectivo haciendo innecesario una casa, para guardar el diezmo.
Las hermanas desearon donar la casa ya después de su muerte, para que vivieran en ella los párrocos, que en esos momentos no tenían donde vivir pues el gobierno expropio el curato, es decir, el edificio que actualmente funge como palacio municipal de Churintzio, y que estaba conectado con el templo de Nuestra señora del Rosario por donde hoy se encuentra una capilla de criptas. 
La casa fue reparada por el Presbítero Daniel Mosqueda en la década de los 70.
Bajo la dirección del nuevo párroco Martín García Méndez el año 2012 concluyó la renovación de la casa curial en su totalidad.